# باربرا لیف
باربارا اِی. لیف عضو پیوسته روت و سید لپیدوس در انستیتوی واشینگتن و مدیر برنامه گدالد در زمینه سیاست‌های عربی و از سال ۲۰۱۴ تا ۲۰۱۸ سفیر ایالات متحده در امارات متحده عربی بود و هم‌اکنون نامزد کار به عنوان دستیار وزیر خارجه در امور خاور نزدیک است. باربارا لیف، دیپلمات ارشد سابق آمریکایی، کارشناس سیاست خارجی و امنیت ملی، متخصص در ایران، عراق، کشورهای شبه جزیره عربستان، سیاست‌های عربی و اسلامی و سیاست خلیج فارس و انرژی است.
در ژانویه ۲۰۲۱، لیف به عنوان اداره کننده ارشد شورای امنیت ملی در خاورمیانه و شمال آفریقا برای دولت بایدن انتخاب شد.

## تحصیلات
لیف از کالج ویلیام و مری در سال ۱۹۸۰ با مدرک کارشناسی دولتی فارغ‌التحصیل شد و دارای مدرک کارشناسی ارشد در امور خارجه با تمرکز بر امور شوروی از دانشگاه ویرجینیا است.
او به زبان فرانسه مسلط است و به زبانهای عربی، ایتالیایی و صربو-کرواتی مسلط است.

## مقالات
- واشینگتن تاکتیک‌ها را با استراتژی اشتباه می‌گیرد: خطرات بستن سفارت آمریکا در بغداد، ۹ اکتبر ۲۰۲۰.
- مثلث F-35: آمریکا ، اسرائیل ، امارات متحده عربی، ۱۵ سپتامبر ۲۰۲۰.
- پیشرفت امارات و اسرائیل: پیامدهای دوجانبه و منطقه ای و سیاست ایالات متحده، ۱۴ سپتامبر ۲۰۲۰.
- حساب دیفرانسیل خلیج در معامله امارات و اسرائیل، ۱۹ آگوست ۲۰۲۰.
- گفتگوی راهبردی جدید آمریکا و عراق: دیدگاه‌های کارشناسان از هر دو طرف، ۱۸ ژوئن ۲۰۲۰.
- تنش‌های ایران و آمریکا: پیامدهای امنیت داخلی، ۱۵ ژانویه ۲۰۲۰.
- عراق را ننویسید، ۲۴ سپتامبر ۲۰۱۹.
- بازگرداندن دیپلماسی به کمپین فشار علیه ایران، ۲۳ سپتامبر ۲۰۱۹.
- پایان ایران: گام‌های بعدی برای تهران و همسایگانش، ۳۰ مه ۲۰۱۹.
- مشارکت امنیتی ایالات متحده و عراق: اجتناب از مشکلات در پیش رو، ۱۳ مارس ۲۰۱۹.
- گزارش‌هایی از عربستان سعودی ، اسرائیل و کاپیتول هیل: پیش‌بینی سیاست خاورمیانه برای ۲۰۱۹، ۴ فوریه ۲۰۱۹.
- وقت یک کانال پشتی جدی عربستان و حوثی‌ها است، ۹ ژانویه ۲۰۱۹.
- مهار پروکسی‌های ایرانی در عراق، ۲۶ سپتامبر ۲۰۱۸.
- آمریکا و ایران جنگ لغوی را پیش از تحریم‌ها تقویت می‌کنند، ۳۰ ژوئیه ۲۰۱۸.
- یمن نمایش  جنبی نیست، ۱۲ ژوئن ۲۰۱۸.